# 陶青
陶青（?—前148年），西汉丞相，第二代开封侯，谥曰夷。

## 生平
汉高祖功臣陶舍之子，汉景帝开始以他为御史大夫。前155年，申屠嘉死後，陶青为丞相、晁错为御史大夫，前150年，汉景帝罢免陶青，以周亚夫为丞相。按陶渊明《命子》一诗，为其先祖。

## 家庭
- 父亲：陶舍
- 母亲：□氏
- 妻子：□氏
- 长子：陶偃，儿媳：□氏